# !Bang!
!Bang! é uma promoção independente de wrestling profissional estadunidense, que tem como fundador e presidente Dory Funk, Jr. Dentre os seus wrestlers destacam-se Chris Sabin, Christian Cage, Jun Akiyama, Kurt Angle, Lita, Matt Hardy, Paul London, Rhino, Steve Corino e William Regal.